# ناحیه ملاکند
ناحیه ملاکند (به انگلیسی: Malakand District) یک منطقهٔ مسکونی در پاکستان است که در اسلام‌آباد واقع شده‌است. ناحیه ملاکند ۹۵۲ کیلومتر مربع مساحت و ۷۲۰٬۲۹۵ نفر جمعیت دارد.